# باتسي براون
باتسي براون (بالإنجليزية: Patsy Brown)‏ هو موسيقي أيرلندي، ولد في 1872، وتوفي في 1958.